# پلی بوتادی‌ان

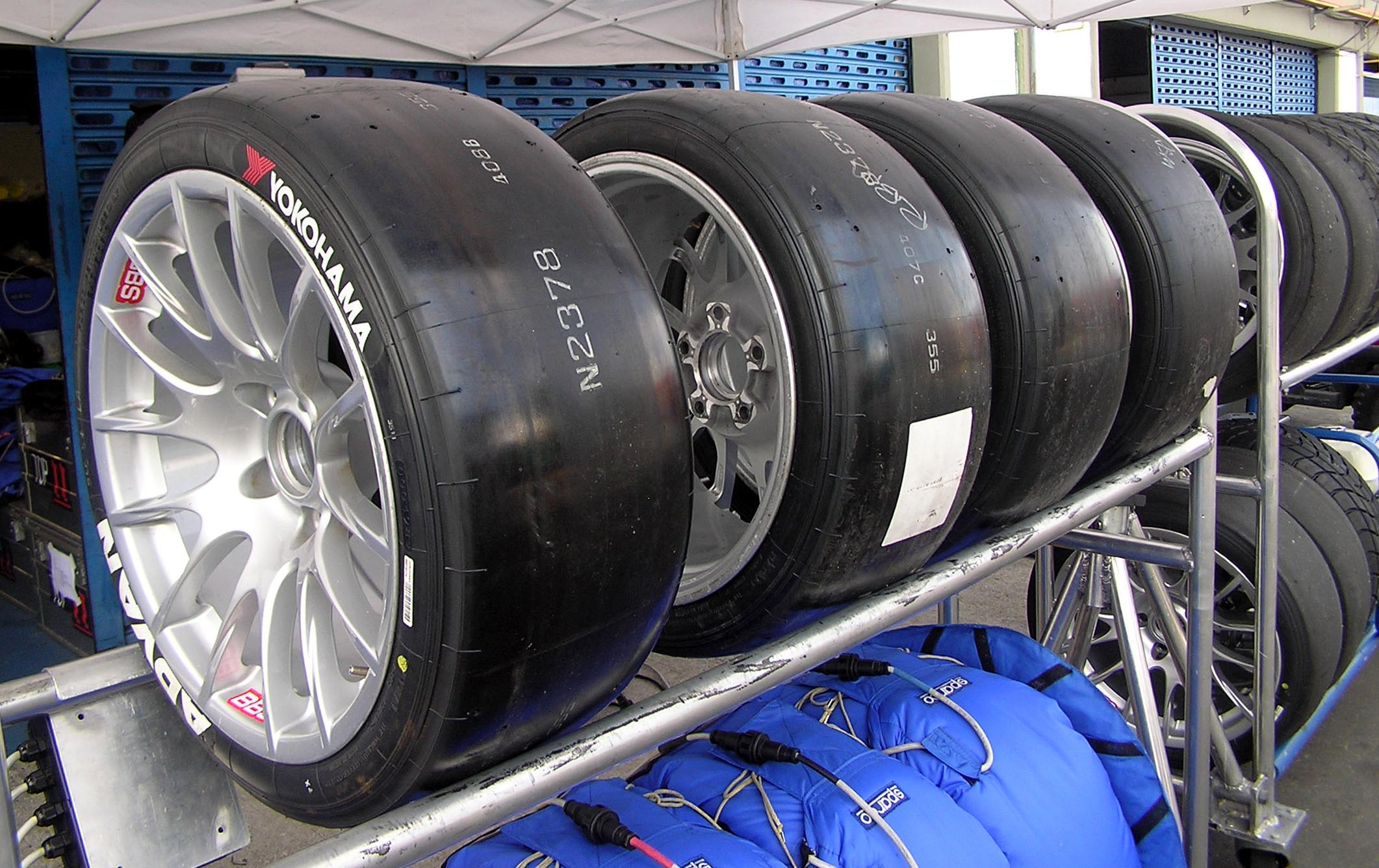
حدود ۷۰٪ از محصولات تولید شده پلی بوتادی‌ان در صنعت تایرسازی استفاده می‌شود

پلی بوتادی‌ان از انواع لاستیک سنتزی (مصنوعی) است، که از پلیمریزاسیون مونومرهای بوتادی‌ان ساخته می‌شود. پلی بوتادی‌ان مقاومت بالایی در برابر ساییدگی دارد و به دلیل داشتن این ویژگی در صنابع لاستیک سازی کاربرد گسترده‌ای دارد. ونیز تسمه‌ها، شلنگ‌ها، واشرها و سایر قطعات اتومبیل نیز از پلی بوتادی ان ساخته می‌شوند، زیرا نسبت به دیگر پلیمرها در مقابل دماهای پایین مقاومت بهتری از خود نشان می‌دهد. از دیگر مصارف مهم پلی بوتادی‌ان، استفاده برای ارتقای میزان چقرمگی (مقاومت در برابر ضربه) پلاستیک ها از قبیل پلی استایرن و آکریلونیتریل بوتادین استایرن به کار می‌رود. همچنین در ساخت توپ گلف، اشیای الاستیک (کشسان)، محفظه وسایل الکترونیکی و … کاربرد دارد.